# Министерство юстиции СССР
Министерство юстиции СССР (Минюст СССР) — существовавший в 1946—1956 и 1970—1991 г.г. центральный союзно-республиканский орган государственного управления , обеспечивавший осуществление правосудия путем организационного руководства судами и иными правовыми учреждениями, правовую работу в сфере  систематизации и кодификации советского законодательства.

## Статус
Согласно Положению, утверждённому Постановлением Совмина СССР от 21 марта 1972 года, Минюст СССР:
- осуществлял организационное руководство судами союзных республик, военными трибуналами;
- проводил работу по систематизации и подготавливал предложения о кодификации законодательства;
- осуществлял методическое руководство правовой работой в народном хозяйстве, методическое руководство и координацию работы государственных органов и общественных организаций по пропаганде правовых знаний и разъяснению законодательства среди населения;
- руководил нотариатом и судебно-экспертными учреждениями;
- осуществлял общее руководство деятельностью органов записи актов гражданского состояния и адвокатурой;
- осуществлял в установленном порядке международные связи по правовым вопросам

## Из истории Минюста СССР
Министерство являлось правопреемником Наркомюста СССР в связи с преобразованием народных комиссариатов в министерства в 1946 году.
Министерство существовало с перерывом в 1956—1970 гг.
Указом ПВС СССР от 31 мая 1956 года Минюст СССР был упразднён, а Законом СССР от 14 июля 1956 года упоминание о Министерстве было исключено из соответствующей статьи Конституции СССР.
Одной из причин, повлекших упразднение Министерства, стало стремление в период «Хрущёвской оттепели» восстановить «ленинские нормы социалистической законности», избавить суды от контроля со стороны административных органов и ввести в действие предусмотренный Конституцией СССР принцип независимости судей. Согласно Положению о Наркомате юстиции СССР от 8 декабря 1936 года данный наркомат и его местные органы могли давать указания о правильности и единообразии применения судебной практики, руководили выборами судей, проверяли их работу, порой давали распоряжения, как применять нормы права.
Этой же логикой можно объяснить издание Указа ПВС СССР от 4 августа 1956 г., предусматривающего упразднение управлений министерств юстиции союзных республик при краевых, областных Советах депутатов трудящихся, предоставление краевым, областным судам права проводить ревизии народных судов и осуществлять контроль за всей их деятельностью, а также руководить нотариальными конторами и назначать судебных исполнителей.. Несколько позднее были упразднены не только территориальные управления, но и сами республиканские министерства юстиции
Функции упразднённого Минюста СССР были перераспределены между Юридической комиссией при Совете министров СССР, Верховным Судом СССР, министерствами юстиции союзных республик (а после и их упразднения в 1957—1963 гг. — Верховными судами соответствующих республик, областными, краевыми судами).
Однако уже к концу 60-х годов стала ясна непродуманность мер по упразднению системы органов юстиции в СССР.
30 июля 1970 года принимается Постановление ЦК КПСС и Совмина СССР № 634 «О мерах по улучшению работы судебных и прокурорских органов», предполагавшее восстановление учреждений юстиции в СССР.
31 августа 1970 года Президиум Верховного Совета СССР издаёт Указ «Об образовании союзно-республиканского Министерства юстиции СССР», а 10 декабря того же года принимается Закон СССР № 565-VIII, которым этот Указ утверждался и вносились изменения в союзную Конституцию, предусматривающие восстановление Министерства юстиции.
Несколько позже были восстановлены минюсты союзных республик и иные учреждения юстиции на местах.
Согласно Указу Президиума Верховного Совета СССР от 12 августа 1971 года «О внесении изменений и дополнений в законодательство СССР в связи с образованием союзно-республиканского Министерства юстиции СССР» на воссозданное министерство были возложены следующие функции:
- организационное руководство судебными органами союзных республик и военными трибуналами, руководство адвокатурой, нотариатом и иными учреждениями юстиции;
- систематизация и подготовка предложений о кодификации законодательства;
- осуществление других функций в соответствии с законодательством Союза ССР и союзных республик[12].

В 1972 году Совмин СССР утверждает Положение о Министерстве юстиции СССР, уточнившее и конкретизировавшее эти функции.
- 1991 г. - в связи с фактическим распадом Союза ССР Государственный Совет СССР  прекратил с 1 декабря 1991 г. выполнение управленческих функций большинством союзных ведомств, включая и Министерство юстиции СССР[13].

## Структура Минюста СССР
1947 год
Во главе Минюста СССР стоял министр юстиции, имевший несколько заместителей; при Министерстве действовал Секретариат, коллегия, совещание заместителей. В составе МЮ были образованы:
- Управление судебных органов
- Главное управление военных трибуналов Вооруженных сил
- Главное управление военных трибуналов транспорта
- Главное управление по делам лагерных судов
- Управление военных трибуналов войск МВД и МГБ
- Управление юридических школ
- Управление кадров
- Управление делами
- Административно-финансовое управление
- Отдел адвокатуры
- Отдел нотариата
- Кодификационный отдел
- Секретно-шифровальный отдел
- Всесоюзный институт юридических наук (ВИЮН)

1951 год
Во главе Минюста СССР стоял министр юстиции, имевший несколько заместителей; при Министерстве действовала Канцелярия, коллегия, Научно-методический Совет и инспекция. В составе МЮ были образованы:
- Главное управление по делам гражданских судебных органов
- Главное управление военных трибуналов
- Главное управление по делам линейных транспортных судов
- Главное управление по делам лагерных судов
- Управление учебных заведений
- Управление кадров
- Хозяйственное управление
- Управление по делам адвокатуры
- Отдел нотариата
- Управление кодификации и систематизации законодательства
- Отдел криминалистических учреждений [14],
- Отдел судебной статистики
- Всесоюзный институт юридических наук

Штаты 173 человек (без ВИЮН и ГУВТ)
1953 год
Во главе Минюста СССР стоял министр юстиции, имевший несколько заместителей; при Министерстве действовала Канцелярия, коллегия, Научно-методический Совет и инспекция. В составе МЮ были образованы:
- Главное управление по делам гражданских судебных органов
- Главное управление военных трибуналов Советской Армии
- Управление военных трибуналов войск МВД
- Главное управление по делам линейных транспортных судов
- Главное управление лагерей (только в период март 1953 - январь 1954 г.г.)
- Государственный арбитраж СССР
- Управление специальных судов
- Управление учебных заведений
- Управление кадров
- Хозяйственное управление
- Управление по делам адвокатуры
- Отдел нотариата
- Управление кодификации и систематизации законодательства
- Отдел криминалистических учреждений
- Отдел детских колоний
- Отдел судебной статистики
- 1 отдел
- 2 отдел
- 3 отдел
- Всесоюзный институт юридических наук

Штаты министерства 1553 человек (без ВИЮН и ГУВТ)
1955-1956 годы
Во главе Минюста СССР стоял министр юстиции, имевший несколько заместителей; при Министерстве действовала Канцелярия, коллегия, 2 отдел, секретный отдел и отдел жалоб. В составе МЮ были образованы:
- Главное управление по делам гражданских судебных органов
- Управление военных трибуналов
- Отдел по делам линейных транспортных судов
- Управление кадров
- Хозяйственное управление
- Отдел по делам адвокатуры
- Отдел нотариата
- Отдел кодификации и систематизации законодательства
- Отдел кодификации трудового законодательства
- Отдел криминалистических учреждений
- Планово-финансовый отдел
- Отдел судебной статистики
- Всесоюзный институт юридических наук

Штаты министерства 302 человек (без ВИЮН и ГУВТ)

## Министры юстиции СССР
- Рычков Н.М. (19.01.1938 г. как нарком юстиции СССР - 29.01.1948 г.).
- Горшенин К.П.(29.01.1948 г. - 31.05.1956 г.)
- Теребилов В.И. (01.09.1970 г. - 12.04.1984 г.)
- Кравцов Б.В. (12.04.1984 г. - 17.07.1989 г.)
- Яковлев В.Ф. (01.08.1989 г. - 11.12.1990 г.)
- Лущиков С.Г. (11.12.1990 г. - 28.08.1991 г., далее и.о. министра до 26.11.1991 г.)